# كورني ليتمان
كورني ليتمان (بالألمانية: Corny Littmann)‏ هو موسيقي ورائد أعمال ولاعب كرة قدم ألماني، ولد في 21 نوفمبر 1952 في مونستر في ألمانيا.

## وصلات خارجية
- كورني ليتمان على موقع IMDb (الإنجليزية)
- كورني ليتمان على موقع ألو سيني (الفرنسية)
- كورني ليتمان على موقع ميوزك برينز (الإنجليزية)
- كورني ليتمان على موقع ديسكوغز (الإنجليزية)
- كورني ليتمان على موقع قاعدة بيانات الفيلم (الإنجليزية)
- كورني ليتمان على موقع كينوبويسك (الروسية)